# Tapirus californicus
Tapirus californicus, comúnmente denominado tapir de California, es una especie extinta de tapir que habitó en América del Norte durante el Pleistoceno. Se extinguió hace unos 13,000 años.
Al igual que otros perissodactilos, los tapires se originaron en América del Norte y vivieron allí la mayor parte de la era Cenozoica. Los fósiles de tapires en América del Norte se remontan a rocas del Eoceno de 50 millones de años de antigüedad en la isla Ellesmere, Canadá, que por esa época tenía un clima templado. Hace unos 13 millones de años, los tapires habitaban en el sur de California.
Durante el Pleistoceno, había por lo menos cuatro especies de tapir en América del Norte. Además de Tapirus californicus, en California y Arizona habitaba Tapirus merriami, Tapirus veroensis merodeaba por Florida, Georgia, Kansas, Misuri, y Tennessee, y Tapirus copei habitaba desde Pennsilvania hasta Florida. Hacia fines del Pleistoceno, hace aproximadamente 12,000 años, todos los tapires desaparecieron de América del Norte, lo que coincidió con la extinción de muchos otros grupos de megafauna en América.
 T. californicus , como la mayoría de los tapires existentes, se cree era un animal en gran parte solitario, y habitaba principalmente en las regiones costeras del sur de California (aunque se ha encontrado un espécimen en Oregón), prefiriendo ambientes boscosos y posiblemente pastizales cerca de ríos y lagos. Su peso máximo era de aproximadamente 225 kg y la longitud corporal estimada era de 140 cm, aunque no se han recolectado restos fósiles completos de esqueletos. Los estudios del cráneo indican que  T. californicus  tenía los huesos nasales más cortos para permitir la unión de músculos y ligamentos fuertes para formar un hocico carnoso y prensil como todos los tapires existentes. Era herbívoro, y se cree que su dieta consistía en arbustos, hojas, plantas acuáticas, frutas y semillas.  T. californicus  probablemente fue presa de depredadores como Smilodon, lobo terrible, león americano y paleo indígenas.
Una serie de fósiles de  T. californicus  se han recogido en La Brea Tar Pits en el centro urbano de Los Ángeles. El grupo de pozos de brea ha atrapado y preservado muchos especímenes de fauna del Pleistoceno.

## Taxonomía
Existen múltiples pruebas que indican que la mayoría, si no todas, de las 5 especies de tapires del Pleistoceno aceptadas que se encuentran en América del Norte (T. californicus, T. haysii (T. copei), T. lundeliusi, T. merriami, T. veroensis ) en realidad podrían pertenecer a la misma especie. T. californicus fue considerado como una subespecie de T. haysii por Merriam, T. californicus y T. veroensis son casi imposibles de distinguir morfológicamente y ocupan el mismo período de tiempo, estando separadas solo por la ubicación, y T . haysii, T. veroensis y T. lundeliusi ya se consideran tan estrechamente relacionadas que ocupan el mismo subgénero (Helicotapirus). Además, pocos detalles distinguen a T. haysii y T. veroensis, excepto el tamaño, la fecha y el desgaste de los dientes; y los tamaños intermedios se superponen en gran medida con muchos especímenes originalmente asignados a una especie, y que luego se cambiaron a otra.